# Morti nel 1971/Febbraio
| Questa pagina contiene informazioni ricavate automaticamente dalle voci biografiche con l'ausilio del template Bio e di un bot. L'aggiornamento è periodico e automatico e ricostruisce completamente la pagina. Se manca una persona in questa lista, sei pregato di non aggiungerla, ma accertati piuttosto che la sua voce biografica contenga il template Bio e che i dati anagrafici siano correttamente compilati. Se il template Bio manca, inseriscilo tu stesso o, in alternativa, metti l'avviso {{tmp\|Bio}} che ne segnala la mancanza. Se i dati riportati sono sbagliati, correggi direttamente la voce biografica; le modifiche saranno visibili in questa lista entro pochi giorni. Per chiarimenti vedi il progetto biografie. La lista contiene solo le 75 persone che sono citate nell'enciclopedia e per le quali è stato implementato correttamente il template Bio. Pagina aggiornata al 3 mar 2024. |

- 1º febbraio - Aleksandr Andreev, scultore bulgaro (n. 1879)
- 1º febbraio - Teddy Davison, calciatore e allenatore di calcio inglese (n. 1887)
- 1º febbraio - Raoul Hausmann, artista austriaco (n. 1886)
- 1º febbraio - Giovanni Moretti, calciatore e allenatore di calcio italiano (n. 1909)
- 1º febbraio - Harry Reeves, animatore e sceneggiatore statunitense (n. 1906)
- 1º febbraio - Hans Schmidt, calciatore e allenatore di calcio tedesco (n. 1893)
- 2 febbraio - Domenico Agusta, imprenditore italiano (n. 1907)
- 2 febbraio - Nino Besozzi, attore italiano (n. 1901)
- 2 febbraio - Ramón Peón, regista e attore cubano (n. 1897)
- 2 febbraio - Maria Bona di Savoia-Genova, principessa e scultrice italiana (n. 1896)
- 3 febbraio - Jay C. Flippen, attore statunitense (n. 1899)
- 3 febbraio - Lucillo Grassi, pittore italiano (n. 1895)
- 3 febbraio - Bruno Åkesson, lottatore svedese (n. 1887)
- 4 febbraio - Aurelia Browder, attivista statunitense (n. 1919)
- 4 febbraio - Brock Chisholm, militare e medico canadese (n. 1896)
- 5 febbraio - Mátyás Rákosi, politico ungherese (n. 1892)
- 5 febbraio - Francesco Zane, politico italiano (n. 1898)
- 6 febbraio - József Fogl, calciatore ungherese (n. 1897)
- 6 febbraio - Adda Gleason, attrice statunitense (n. 1888)
- 6 febbraio - Recha Sternbuch, attivista svizzera (n. 1905)
- 7 febbraio - Douglass Cadwallader, golfista statunitense (n. 1884)
- 7 febbraio - Bobby Neu, cestista statunitense (n. 1917)
- 7 febbraio - Albino Núñez Domínguez, scrittore, pedagogista e poeta spagnolo (n. 1901)
- 7 febbraio - Emy Roeder, scultrice tedesca (n. 1890)
- 9 febbraio - Jonas Aas, calciatore norvegese (n. 1890)
- 10 febbraio - Henri Huet, fotoreporter francese (n. 1927)
- 10 febbraio - Harald Öhquist, generale finlandese (n. 1891)
- 11 febbraio - Howard Bristol, scenografo statunitense (n. 1902)
- 11 febbraio - Willi Geiger, pittore, grafico e insegnante tedesco (n. 1878)
- 11 febbraio - Delia Murphy, cantante irlandese (n. 1902)
- 11 febbraio - Ernst Nilsson, lottatore svedese (n. 1891)
- 12 febbraio - Ella Cara Deloria, educatrice, antropologa e etnografa statunitense (n. 1889)
- 12 febbraio - Vittorio Santoli, germanista, filologo e critico letterario italiano (n. 1901)
- 12 febbraio - Kazimierz Szempliński, schermidore polacco (n. 1899)
- 13 febbraio - Genevieve Hamper, attrice statunitense (n. 1888)
- 14 febbraio - Luigi Bilucaglia, politico e dirigente sportivo italiano (n. 1891)
- 14 febbraio - Vincenzo Cermignani, pittore italiano (n. 1902)
- 14 febbraio - Vjekoslav Župančić, calciatore jugoslavo (n. 1900)
- 15 febbraio - François Gardier, ciclista su strada belga (n. 1903)
- 15 febbraio - Henry Kaltenbrunn, ciclista su strada e pistard sudafricano (n. 1897)
- 15 febbraio - Georges Lepape, illustratore francese (n. 1887)
- 16 febbraio - Renzo Castagneto, pilota automobilistico e dirigente sportivo italiano (n. 1891)
- 16 febbraio - Fritz Kolbe, diplomatico tedesco (n. 1900)
- 17 febbraio - Teddy Hart, attore statunitense (n. 1897)
- 17 febbraio - Charles Meunier, ciclista su strada e ciclocrossista belga (n. 1903)
- 17 febbraio - Silvio Petrucci, giornalista e scrittore italiano (n. 1894)
- 18 febbraio - Jaime de Barros Câmara, cardinale e arcivescovo cattolico brasiliano (n. 1894)
- 18 febbraio - David Morris Potter, storico statunitense (n. 1910)
- 19 febbraio - Gino Franzi, architetto italiano (n. 1898)
- 20 febbraio - Josef Börjesson, calciatore svedese (n. 1891)
- 20 febbraio - William Lava, compositore statunitense (n. 1911)
- 21 febbraio - Tilla Durieux, attrice austriaca (n. 1880)
- 21 febbraio - Salvatore Angelo Gitti, partigiano, sindacalista e politico italiano (n. 1908)
- 21 febbraio - Clare Jacobs, astista statunitense (n. 1886)
- 22 febbraio - Alexandre Breffort, giornalista, scrittore e drammaturgo francese (n. 1901)
- 22 febbraio - Iris Tanner, nuotatrice britannica (n. 1906)
- 23 febbraio - Larry Gilbert Dahl, militare statunitense (n. 1949)
- 23 febbraio - Axel Dyrberg, calciatore danese (n. 1889)
- 23 febbraio - George Frederick Reinhardt, diplomatico statunitense (n. 1911)
- 25 febbraio - Theodor Svedberg, chimico svedese (n. 1884)
- 26 febbraio - Tullio Carminati, attore italiano (n. 1895)
- 26 febbraio - Nello Ciaccheri, ciclista su strada italiano (n. 1893)
- 26 febbraio - Fernandel, attore, cantante e regista francese (n. 1903)
- 26 febbraio - Cesare Martin, calciatore italiano (n. 1901)
- 26 febbraio - Enric Martí i Carreto, avvocato, imprenditore e dirigente sportivo spagnolo (n. 1893)
- 27 febbraio - Daniel Llorente y Federico, vescovo cattolico spagnolo (n. 1883)
- 27 febbraio - Pino Levi Cavaglione, partigiano e scrittore italiano (n. 1911)
- 27 febbraio - Ilya Lopert, produttore cinematografico statunitense (n. 1905)
- 27 febbraio - Maurice Meunier, calciatore francese (n. 1890)
- 28 febbraio - Paul Bader, generale tedesco (n. 1883)
- 28 febbraio - Pierino Gabetti, sollevatore italiano (n. 1904)
- 28 febbraio - Paul de Kruif, microbiologo, scrittore e divulgatore scientifico statunitense (n. 1890)
- 28 febbraio - Mario Mangini, commediografo, sceneggiatore e regista teatrale italiano (n. 1899)
- 28 febbraio - Alberto Merciai, calciatore italiano (n. 1900)
- 28 febbraio - Hans Müller, scacchista austriaco (n. 1896)